# Fátima do Sul
Fátima do Sul – miasto i gmina w Brazylii, w stanie Mato Grosso do Sul.